# Çağrı Ortakaya
Çağrı Ortakaya (* 24. April 1989 in Muş) ist ein türkischer Fußballspieler.

## Karriere
Ortakaya erlernte das Fußballspielen in den Nachwuchsabteilungen von diversen Vereine wie Galatasaray Istanbul und Bakırköyspor. 2009 wechselte er als Profispieler zum Drittligisten Denizli Belediyespor. Hier spielte er die nachfolgenden vier Spielzeiten lang und erreichte in dieser Zeit mit seinem Team einmal den Abstieg in die TFF 3. Lig und dann den  Wiederaufstieg in die TFF 2. Lig. Lediglich für die Rückrunde der Saison 2009/10 wurde Ortakaya an Izmirspor ausgeliehen.
Im Sommer 2013 wechselte Ortakaya zum Schwarzmeerklub Giresunspor. Mit diesem Klub beendete er die Saison als Meister der TFF 2. Lig und stieg in die TFF 1. Lig auf. Zur Saison 2015/16 wechselte er zum Ligarivalen Elazığspor. Im Sommer 2017 wechselte er zum Ligakonkurrenten Samsunspor.
Im Januar 2019 wechselte er zum Istanbuler Drittligisten Fatih Karagümrük SK.

## Erfolge
Mit Denizli Belediyespor
- Playoff-Sieger der TFF 2. Lig und Aufstieg in die TFF 1. Lig: 2010/11

Mit Giresunspor
- Meister der TFF 2. Lig und Aufstieg in die TFF 1. Lig: 2013/14

Mit Fatih Karagümrük SK
- Play-off-Sieger der TFF 2. Lig und Aufstieg in die TFF 1. Lig: 2018/19